# Kenyapotamus
Kenyapotamus est un possible ancêtre de nos hippopotamidés actuels, qui a vécu en Afrique il y a environ 16 à 8 millions d'années durant le Miocène. Il doit son nom au fait que ses premiers fossiles ont été découverts dans le territoire du Kenya actuel.
On sait peu de choses au sujet de Kenyapotamus, son modèle dentaire présente des similitudes avec celui du genre Xenohyus, un tayassuidé d'Europe du Miocène inférieur. Cela a conduit certains chercheurs à conclure que les hippopotames étaient étroitement liés aux pécaris et aux porcs.
Des études moléculaires récentes ont montré que les hippopotamidés sont plus étroitement liées aux cétacés que les autres artiodactyles. Une analyse morphologique de fossiles d'artiodactyles et de baleines, qui incluait également Kenyapotamus, a conclu à une parenté étroite entre les hippopotamidés et la famille des Anthracotheriidae, semblable anatomiquement.

## Liste d'espèces
Selon Paleobiology Database (23 octobre 2017) :
- Kenyapotamus coryndonae
- Kenyapotamus ternani